# Etničke grupe Fidžija
Etničke grupe Fidžija: 844,000 (UN Country Population; 2008). preko 30 naroda
- Angloamerikanci 4,100
- Angloaustralci 7,100
- Bengalci	21,000
- Biharci (Bhojpuri) 25,000
- Britanci	500
- Euronezijci	16,000. Govore engleski
- Fidžijci	257,000
- Fidžijski Hindusi 184,000
- Gonedau	700
- Gudžarati	23,000
- Mandarinski Kinezi	5,500
- Kadavu, Tavuki	11,000
- Gilbertanci	6,200
- Korejci 400
- Lauan, Lau	21,000
- Lomaiviti otočani	1,700
- Malayali	300
- Nadroga	26,000
- Namosi	1,700
- Pandžabi	8,500
- Rotumanci 10,000
- Samoanci	1,200
- Solomonski Kreoli	6,800
- Tamili	73,000
- Telugu	31,000
- Tonganci	1,300
- Tuvaluanci 500
- Urdu	4,200
- Uveanci (Wallisiani) 800

## Vanjske poveznice
- Fiji